# Maurizio Cazzati
Maurizio Cazzati (1. března 1616 Luzzara – 28. září 1678 Mantova) byl italský hudební skladatel.

## Život
Maurizio Cazzati se narodil 1. března 1616 v Luzzaře, malém městě na severu provincie Reggio Emilia, tehdy patřícímu mantovskému vévodství. Byl velmi úspěšným hudebním ředitelem a kapelníkem v mnoha městech v okolí svého rodiště. Působil v Mantově, Bozzolu, Ferraře a Bergamu.
Díky vynikající pověsti byl v roce 1657 požádán, aby převzal řízení hudby v bazilice sv. Petra v Bologni (Basilica di San Petronio). Okamžitě po svém příchodu zahájil radikální reformy, což mu vyneslo nepřátelství hudební komunity a přerostlo v osobní spory mezi členy orchestru. V čele kritiků byli Lorenzo Perti (strýc Giacoma Antonia Perti) a varhaník Giulio Cesare Arresti, kteří zpochybňovali jeho schopnost vést orchestr. Pravděpodobně však za vším stála pouhá závist.
V roce 1671 se vrátil do Mantovy a získal titul maestro di Cappella da Camera na dvoře vévodkyně Anny Isabelly Gonzagy. Zemřel v Mantově 28. září 1678 ve věku 62 let.

## Dílo
Cazzatiova jevištní díla jsou z valné části ztracena. Dochovala se však většina jeho chrámové a komorní tvorby, která vyšla za jeho života v Mantově v 66 svazcích. Vysoce ceněny jsou zejména jeho komorní skladby. Sonáta pro trubku op. 35 z roku 1665 je prvním známým příkladem trubkové sonáty.

### Komorní skladby
- Canzoni a tre, doi violini e violone, col suo basso continuo op. 2 (Benátky, 1642)
- Il secondo libro delle sonate, 14 brani a 1, 2, 3, 4, 6 strumenti e b.c. op. 8 (Benátky, 1648)
- Vícehlasé sonáty: Correnti e balletti alla francese e all'itagliana op.10 (Benátky, 1654)
- Triové sonáty a capriccio pro dvoje housle a basso continuo op. 12 (Bologna, 1659)
- Trattenimenti per camera op. 22 (Bologna, 1660)
- Correnti e Balletti per sonare op. 30 (Bologna, 1668)
- Sonata a due, tre, quattro e cinque con alcune per tromba op. 35 (Bologna, 1665)
- Sonate a due istromenti cioè violino é violone op. 55 (Bologna, 1670)

### Chrámová díla
- Salmi e messa op.1. (Benátky, 1641)
- Motetti a due voci op. 41 (Benátky 1648)
- Il primo libre de Motteti à voce sola op. 5 (Benátky, 1647 a Bologna, 1670)
- Messa e salmi per li defonti a cinque voci op.31 (Bologna, 1663)
- Antifone e Letanie concertante à 2, 3, 4 e 5 op. 32(Bologna, 1663)
- Sacri concerti di motetti 2 voce op. 34(Bologna, 1664)
- Vespers op.37 (1666)
- Messa e Salmi á 5 voce op.17 (Benátky, 1655 a Bologna, 1667)
- Diport spirituali per camera e per oratorii op. 49 (Bologna, 1668)
- Salmi di terza con le tre sequenze correnti dell' anno op. 51 (Bologna, 1669)
- Varii e diversi Capricci per Camera e per Chiesa op.50 (Bologna 1669)
- Il ottavo libro dei motetti a voce sola op. 65 (1678)
- Requiem
- Missa austriaca

### Jevištní díla
- I gridi di Cerere (dramma eroi-comico, Ferrara, 1652)
- Il carnevale esigliato (scherzo drammatico, Ferrara, 1652)
- Ercole effeminato (dramma, Bergamo, 1654)
- Le gare de' fiumi (Bologna, 1658)
- Le gare d'Amore e di Marte festa d'armi e di ballo (Bologna, 1662)